# موازی، کبک
موازی (به انگلیسی: Moisie) یک منطقهٔ مسکونی در کانادا است که در ست-ایل، کبک واقع شده‌است. موازی ۱٬۳۹۶٫۹۹ کیلومتر مربع مساحت دارد. طبق آخرین سرشماری  مربوط به سال ۲۰۰۱ این مطقه ۹۳۰ نفر جمعیت دارد.